# Stazione di Dirillo
La stazione di Dirillo era una stazione ferroviaria posta sulla linea Caltanissetta Xirbi-Gela-Siracusa, attualmente in uso come posto di movimento. L'impianto è sito in una zona disabitata nel territorio comunale di Acate, e prende il nome dal fiume Dirillo che scorre nelle vicinanze.

## Storia
Le origini dell'impianto risalgono al 1893, quando all'attivazione del tronco ferroviario da Terranova a Comiso venne costruito un rifornitore d'acqua per le locomotive a vapore.
Successivamente nella stessa località venne attivata una fermata, che il 10 aprile 1916 venne innalzata al rango di stazione, con la realizzazione di un binario di raddoppio.
Il 15 dicembre 2002 la stazione di Dirillo venne declassata a posto di movimento.